# Venere e Adone (Tiziano Roma)
Venere e Adone è un dipinto a olio su tela (187x184 cm) realizzato nel 1560 dal pittore italiano Tiziano Vecellio.
È conservato nella Galleria nazionale d'arte antica di Roma.
Un giovane Adone con un curioso cappellino da cacciatore lascia Venere disperata che si torce nel tentativo di trattenerlo. Il richiamo della caccia è più forte dell'Amore che, comunque dorme placidamente. È l'alba, ma il cielo nuvoloso sembra presagire il dramma che tra poco avverrà.

## Storia
Il soggetto è tratto da Ovidio e racconta del mito di Adone che, innamorato di Venere, finirà ucciso dal cinghiale. Tiziano ne ha tratto diverse versioni, la prima delle quali conservata al Prado di Madrid.
Tiziano ha una sua interpretazione personale del mito: è Adone che lascia Venere finendo incontro alla sua rovina: così è per l'uomo che incontra la divinità: solo disgrazia potrà ricavarne.
Questa versione conservata a Roma presenta una vicenda piuttosto complessa, ricostruibile tramite gli inventari delle collezioni che nel tempo l'hanno posseduta. Secondo Friedrich «Maler» Müller la tela fu dipinta per l'imperatore Carlo V e conservata a Praga; successivamente, Gustavo II Adolfo di Svezia lo portò con sé a Stoccolma. Quando la regina Cristina abdicò, nel 1654, il quadro la seguì a Roma.
Alla morte di Cristina, nel 1689, il cardinale Decio Azzolino ereditò i suoi beni, ma la morte improvvisa del prelato portò alla dispersione della collezione. Prima Pompeo Azzolino, nipote del cardinale, e successivamente Livio Odescalchi divennero proprietari del quadro: evidentemente però non bastava ancora, perché l'opera venne acquistata dal reggente Filippo d'Orleans e poi dallo zar Paolo I di Russia.
Da San Pietroburgo tornò in Italia grazie al mercante veneziano Pietro Concolo e successivamente fu acquistata per conto del principe Giovanni Torlonia. Dal 1862 è stato acquisito alla collezione di Palazzo Barberini.

## Descrizione
Questa versione di Venere e Adone appartiene alle versioni tipo «Prado» (dalla prima versione conservata appunto al Prado), in contrapposizione alle versioni tipo «Farnese».
Le più importanti differenze con la versione del Prado sono:
- il cielo è più nuvoloso;
- il personaggio di Adone sembra più giovane e porta un cappello da cacciatore;
- la spalla destra di Adone è coperta.

La critica, in questa come in altre versioni multiple di Tiziano, è divisa nell'attribuzione della paternità dell'opera alla mano del maestro o alla bottega.

## Altre versioni

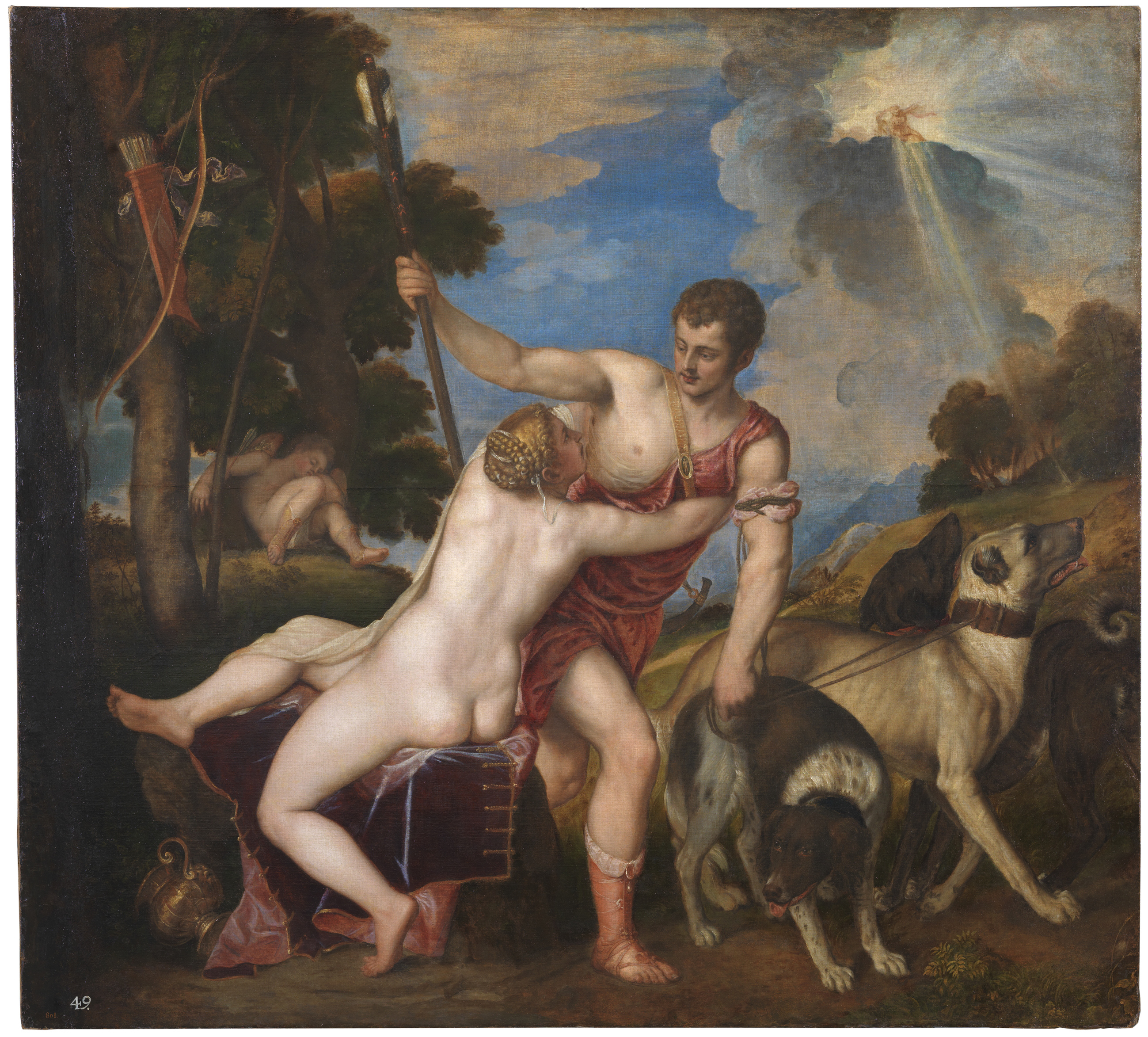
Tiziano Vecellio, Venere e Adone, 1553 ca, Madrid, Museo del Prado
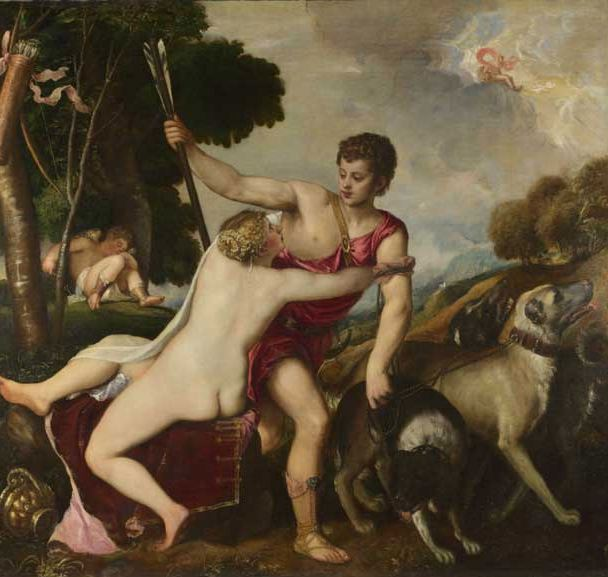
Tiziano Vecellio, Venere e Adone, 1555, Londra, National Gallery
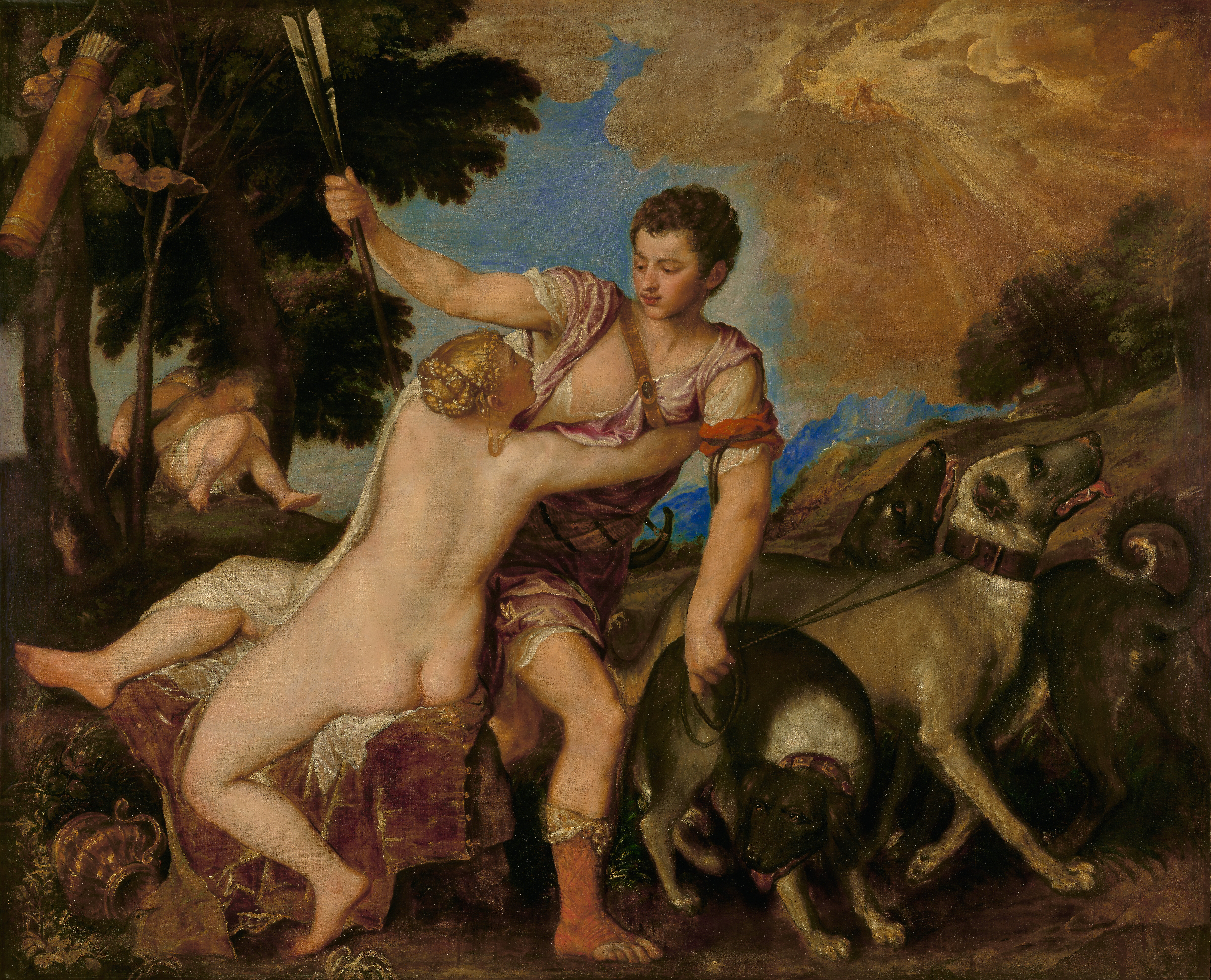
Tiziano Vecellio, Venere e Adone, 1555 - 1560, Los Angeles, Getty Museum
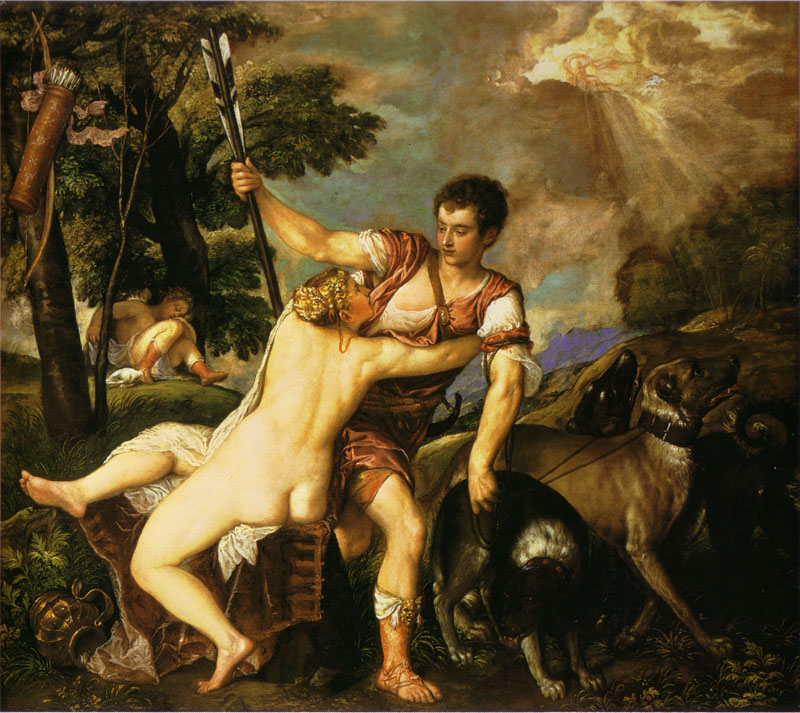
Tiziano Vecellio, Venere e Adone, 1560 ca, Collezione privata, temp. Oxford, Ashmolean Museum
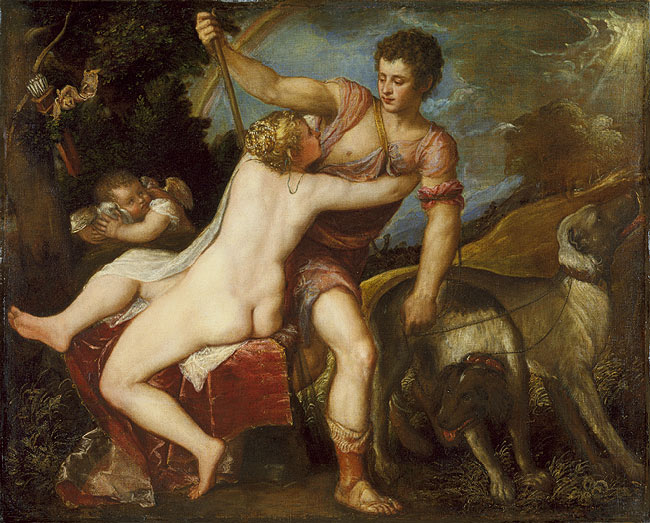
Tiziano Vecellio, Venere e Adone, 1560 ca, New York, Metropolitan Museum of Art
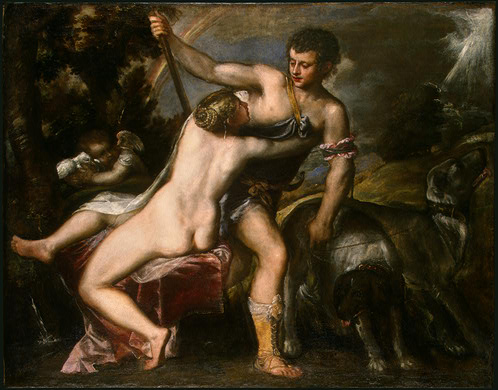
Tiziano Vecellio, Venere e Adone, 1560 ca, Washington, National Gallery of Art